# Platoul (constelație)
Platoul (în latină Mensa) este o constelație de pe cerul austral. 

## Obiecte cerești
Coordonate:  05h 00m 00s, −80° 00′ 00″